# 奧爾梅尼什鄉
46°01′00″N 25°33′00″E / 46.0167°N 25.55°E
奧爾梅尼什鄉（羅馬尼亞語：Comuna Ormeniș, Brașov），是羅馬尼亞的鄉份，位於該國中部，由布拉索夫縣負責管轄，面積50平方公里，海拔高度470米，2007年人口2,065，人口密度每平方公里43人。